# Bogø Vindmølle
Bogø Mølle er en hollandsk vindmølle, der er bygget som kornmølle i 1852 og beliggende på Bogø, som via Farøbroen er landfast med Sjælland. Den består af en undermølle i kampesten og mursten og en ottekantet overmølle i træ beklædt med spån. Fra kværnloftet er der adgang til galleriet, hvorfra den krøjes manuelt. Vingerne er sejlførende. Hatten er løgformet og beklædt med spån. En del udstyr, bl.a. en gasmotor fra 1909 er bevaret.
Møllen blev opført af Erich Dan, hvis navn ses over indgangen.